# Ruth Roberta de Souza
Ruth Roberta de Souza (* 3. Oktober 1968 in Três Lagoas; † 13. April 2021 ebenda) war eine brasilianische Basketballspielerin.

## Biografie
Ruth Roberta de Souza spielte in ihrer Heimatstadt für Basquete Três Lagoas und war dort nach ihrer Karriere als Trainerin aktiv.
Mit der Nationalmannschaft belegte sie bei den Olympischen Spielen 1992 in Barcelona den siebten Platz. Zuvor konnte sie mit dieser bei den Panamerikanischen Spielen 1987 Silber und vier Jahre später Gold gewinnen. Der Höhepunkt ihrer internationalen Karriere war der Gewinn der Weltmeisterschaft 1994 in Australien.
Im März 2021 wurde sie wegen einer COVID-19-Infektion ins Krankenhaus eingeliefert und starb am 13. April an deren Folgen.